# Шляйфрайзен
Шляйфрайзен (нім. Schleifreisen) — громада в Німеччині, розташована в землі Тюрингія. Входить до складу району Заале-Гольцланд. Складова частина об'єднання громад Гермсдорф.
Площа — 7,02 км2. Населення становить 421 ос. (станом на 31 грудня 2021).

## Галерея

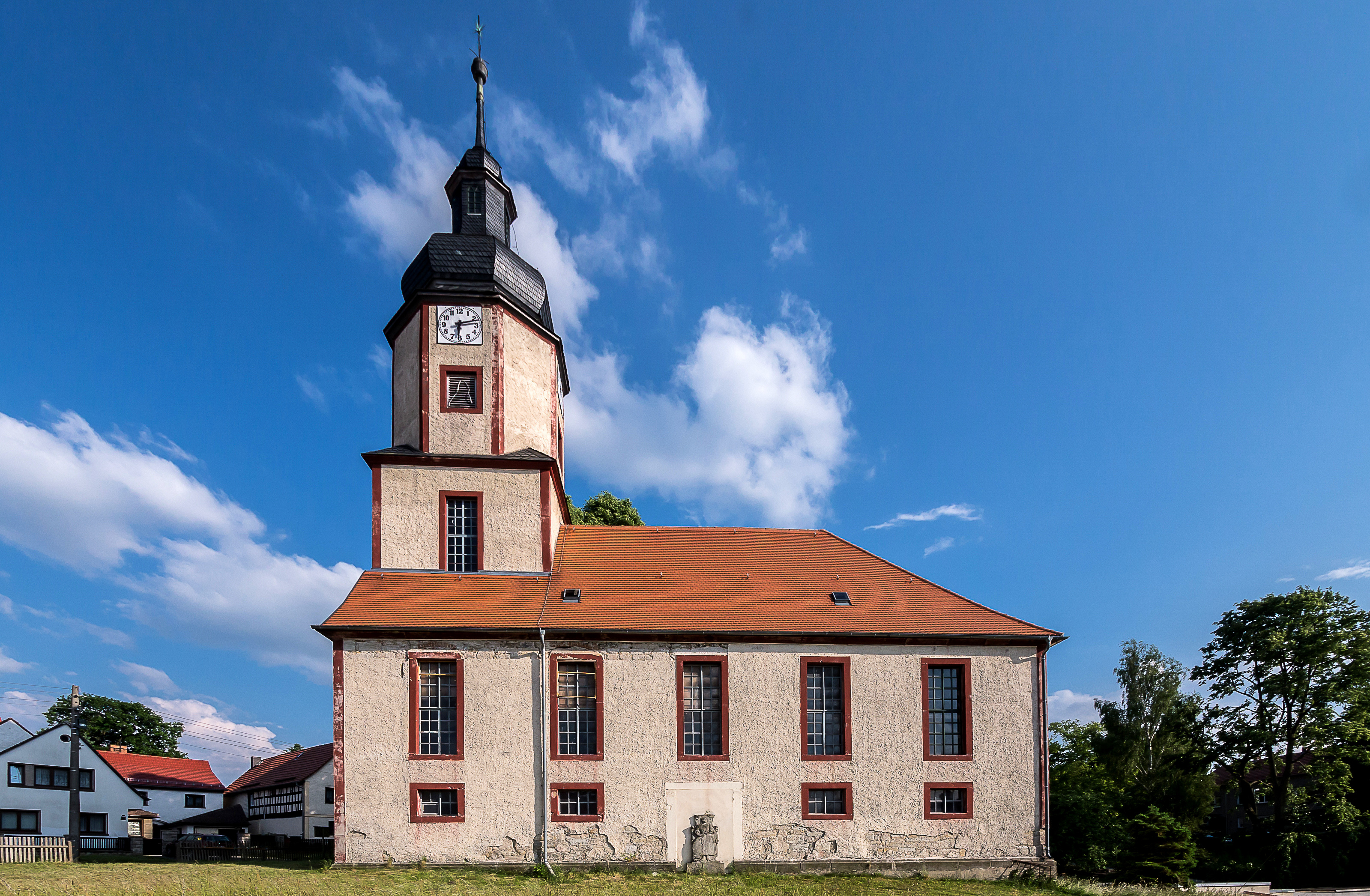